# Glod (Dâmbovița)
Glod ist eine rumänische Ortschaft der Gemeinde Moroeni im äußersten Norden des Kreises Dâmbovița. Wörtlich bedeutet der Name „Glod“ im Rumänischen „Schlamm“. Die nächstgelegenen Städte sind Sinaia, Pucioasa und Fieni. Die Dorfbewohner gehören der Roma-Minderheit an.

## Rolle inBorat
Bekanntheit erlangte diese rumänische Ortschaft durch die Dreharbeiten zu der 2006 erschienenen Mockumentary Borat, in der sie die Kulisse für das fiktive kasachische „Kuzcek“ darstellt, die Heimatstadt des Reporters Borat, die nach Angaben des Schauspielers Sacha Baron Cohen in der Nähe von Almaty liege.
Die Dorfbewohner beklagten sich, dass ihnen für die Dreharbeiten nur 15 Lei, umgerechnet etwa 3 Euro, pro Tag gezahlt wurden, was jedoch nach Angaben von 20th Century Fox das Doppelte des üblichen örtlichen Lohns betrage. Einige gaben an, gar keine Bezahlung erhalten zu haben: „Wir wollen klagen. Die ganze Welt lacht über uns. Sie haben uns gefilmt, ohne uns zu bezahlen.“ (Marin Marcel gegenüber der Nachrichtenagentur Reuters). Dem gegenüber steht die Aussage von Gregg Brilliant, einem Pressesprecher der Produktionsfirma, dass sowohl 20th Century Fox als auch Sacha Baron Cohen jeweils 5000 US-Dollar der Stadt spendeten und zudem Computer, Schul- und Büromaterial kauften. Weiterhin soll den Bewohnern die wahre Intention für die Dreharbeiten vorenthalten worden und stattdessen die Rede von Aufnahmen für eine Dokumentation über die Armut und Härte des Dorflebens gewesen sein, was von 20th Century Fox dementiert wird. Die Bewohner Glods befürchteten nun, Ziel von Diskriminierungen wegen der negativen Auswirkungen auf das Image des Landes aufgrund des Filmmaterials aus ihrem Dorf zu werden. Daher strebte eine wachsende Anzahl der Einwohner von Glod eine Klage gegen Cohen und die Produzenten des Films an. Im Auftrag zweier Dorfbewohner wurde schließlich eine Klage gegen die Produktionsfirma 20th Century Fox in Höhe von 30 Millionen US-Dollar durch den Münchener Rechtsanwalt Michael Witti sowie seinen US-amerikanischen Partner Ed Fagan eingereicht. Diese blieb jedoch erfolglos.
Der für die Region um Glod zuständige stellvertretende Bürgermeister Petre Buzea nannte die Filmemacher „Betrüger“ und betonte: „Sie haben nur nach negativen Aspekten Ausschau gehalten.“ Jedoch kann er den Dreharbeiten auch positive Aspekte abgewinnen und hofft zukünftig auf einen verstärkten Tourismus: „Wir haben schon von Investoren gehört, die Ski-Lifts bauen möchten und Geld von der EU bekommen.“